# Kindwiller
Kindwiller település Franciaországban, Bas-Rhin megyében. Lakosainak száma 648 fő (2022. január 1.). Kindwiller Bitschhoffen, Engwiller, Obermodern-Zutzendorf, Val-de-Moder és Uhrwiller községekkel határos.

## Népesség
A település népességének változása:
| Lakosok száma | 608  | 626  | 642  | 637  | 641  | 638  | 641  | 645  | 648  |
|               | 2013 | 2015 | 2016 | 2017 | 2018 | 2019 | 2020 | 2021 | 2022 |